# ヤングライダーズ

ヤングライダーズ（The Young Riders）は、1989年から1992年までABCで放送されたアメリカのテレビドラマ。アメリカ南北戦争の時代を舞台とした西部劇で、日本では1990年代にNHK総合テレビで放映され、その後海外ドラマを放送するCS放送でも放映された。

## 概要
南北戦争開戦前夜の時代、ネブラスカ準州のスイートウォーターを舞台に、郵便サービスのポニー・エクスプレスで働く十代の若者たちの友情と成長、仕事や生活の中で直面する出来事などを描いた作品。劇中には、西部開拓時代の伝説的人物も登場する。60分ドラマ。

## キャスト
声は、日本放送時の吹き替え声優。
- キッド　（タイ・ミラー Ty Miller、声：坂上忍・宮本充）
- ジェームス（ジミー）・バトラー・ヒコック　（ジョシュ・ブローリン Josh Brolin、声：鈴置洋孝）
- ウィリアム（ビリー）・コーディー　（スティーヴン・ボールドウィン Stephen Baldwin、声：江原正士）
- バック・クロス　（グレッグ・レインウォーター Gregg Rainwater、声：中尾隆聖）
- アイク・マクスウェイン　（トラビス・ファイン Travis Fine）
- ルイーズ（ルー）・マクロード　（イボンヌ・スーホー Yvonne Suhor、声：深見梨加）
- ノア・ディクソン　（ドン・フランクリン Don Franklin、声：松本保典）
- ティースプーン・ハンター　（アンソニー・ザーブ Anthony Zerbe、声：富田耕生）
- エマ・シャノン　（メリッサ・レオ Melissa Leo、声：一条みゆ希）
- ジェシー・ジェイムズ　（クリストファー・ペティエット Christopher Pettiet、声：保志総一朗）
- レイチェル・ダン　（クレア・レン Clare Wren、声：駒塚由衣）
- サム・ケイン　（ブレット・カレン Brett Cullen、声：堀勝之祐）

## スタッフ
- 企画：エド・スピールマン
- 制作：MGM

## サブタイトル
全68話が1989年から1992年の3シーズンにわたり放送された。以下、放映順、日本放映時のタイトル、原題、ABCでの初放送日の順に記載。
シーズン1（1989-1990年）
1.キッド　The Kid　（1989年9月20日）

2.ガンファイター　Gunfighter　（1989年9月21日）

3.裂かれた心　Home of the Brave　（1989年9月28日）

4.駅馬車強盗　Speak No Evil　（1989年10月5日）

5.ルーの秘密　Bad Blood　（1989年10月12日）

6.逃亡奴隷　Black Ulysses　（1989年10月26日）

7.10セントのヒーロー　Ten-Cent Hero　（1989年11月2日）

8.偽りの軍旗　False Colors（1989年11月9日）

9.蛇の入れ墨　A Good Day to Die　（1989年11月16日）

10.特別な友情　End of Innocence　（1989年11月30日）

11.悪女の涙　Blind Love　（1989年12月7日）

12.形見の手紙　The Keepsake　（1989年12月14日）

13.血塗られた地図　Fall from Grace　（1990年1月4日）

14.キッド受難　Hard Time　（1990年1月11日）

15.一夜かぎりの淑女　Lady for a Night　（1990年1月18日）

16.別れた夫　Unfinished Business　（1990年2月1日）

17.おとり　Decoy　（1990年2月8日）

18.バックの恋人　Daddy's Girl　（1990年2月15日）

19.わが名はブルドッグ　Bull Dog　（1990年2月21日）

20.因縁の対決　Matched Pair　（1990年3月8日）

21.胸にバッジを　Man Behind the Badge　（1990年3月22日）

22.最後の1人　Then There Was One　（1990年4月5日）

23.ホークと呼ばれた男（前編）　Gathering Clouds (1)　（1990年4月30日）

24.ホークと呼ばれた男（後編）　Gathering Clouds (2)　（1990年5月7日）

シーズン2（1990年-1991年）

25.アフリカへの脱出　Born to Hang　（1990年9月22日）

26.無実の女　Ghosts　（1990年9月29日）

27.二人のヒコック　Dead Ringer　（1990年10月6日）

28.疫病の町　Blood Moon　（1990年10月13日）

29.帰るべき世界　Pride and Prejudice　（1990年10月27日）

30.小さなカウボーイ　The Littlest Cowboy　（1990年11月3日）

31.高名な保安官　Blood Money　（1990年11月10日）

32.あるヒーローの死　Requiem for a Hero　（1990年11月17日）

33.痛恨の銃弾　Bad Company　（1990年12月1日）

34.幻の金鉱　Star Light, Star Bright　（1990年12月15日）

35.危険な一座　The Play's the Thing　（1990年12月29日）

36.賞金稼ぎ　Judgment Day　（1991年1月5日）

37.奴隷商人　Kansas　（1991年1月12日）

38.信仰あつき人々　The Peacemakers　（1991年1月19日）

39.小さなデイジー　Daisy　（1991年2月2日）

40.いとしのサマンサ　Color Blind　（1991年2月9日）

41.悪夢の記憶　Old Scores　（1991年2月16日）

42.救われた村　The Talisman　（1991年2月23日）

43.黒幕の大物　The Noble Chase　（1991年3月9日）

44.和平の代償　Face of the Enemy　（1991年4月6日）

45.処刑(前編)　The Exchange　（1991年5月4日）

46.処刑(後編)　The Exchange　（1991年5月4日）

シーズン3（1991年-1992年）

47.甘い汁　A House Divided　（1991年9月28日）

48.ジェシー・ジェームズ　Jesse　（1991年10月5日）

49.逃亡の果て　The Blood of Others　（1991年10月12日）

50.不運な恋人たち　Between Rock Creek and a Hard Place　（1991年10月25日）

51.アイクの死　The Presence of Mine Enemies　（1991年11月9日）

52.恋多きビリー　Survivors　（1991年11月16日）

53.ジェシーの兄貴　The Initiation　（1991年11月25日）

54.遠い昔の思い出　Just Like Old Times　（1991年11月30日）

55.酒には弱いやつ　Spirits　（1991年12月7日）

56.虎と修道女 　A Tiger's Tale　（1991年12月28日）

57.つらすぎる記憶　Good Night Sweet Charlotte　（1992年1月4日）

58.奴隷解放のあらし　Song of Isiah　（1992年1月18日）

59.運命の書　Spies　（1992年1月25日）

60.実りなき思い　Shadowmen　（1992年5月21日）

61.妻を殺した男　Mask of Fear　（1992年5月28日）

62.死霊に憑かれた女　Dark Brother　（1992年6月4日）

63.執念の追跡　The Road Not Taken　（1992年6月11日）

64.愛ふたたび　The Sacrifice　（1992年6月25日）

65.法の精神　Lessons Learned　（1992年7月9日）

66.心の重荷　The Debt　（1992年7月16日）

67.戦禍（前編）　Til Death Do Us Part (1)　（1992年7月23日）

68.戦禍（後編）　Til Death Do Us Part (2)　（1992年7月23日）

## 受賞歴
エミー賞
- シリーズ部門・衣装賞（1990年）
- シリーズ部門・劇中曲賞（1991年）

## 日本での放映局
- NHK総合テレビ
- スーパーチャンネル